# (612533) 2002 XV93
(612533) 2002 XV93, còn được viết là 2002 XV93, là một thiên thể bên ngoài Sao Hải Vương (TNO) với cấp sao tuyệt đối là 5.4. Cộng hưởng quỹ đạo 2:3 với Sao Hải Vương khiến nó trở thành một Plutino.. Nó đã được tiền khám phá vào năm 1990.